# Aruna
Aruna ou Arun - rose ou aurore -, (en sanskrit : अरुण), est le nom donné au conducteur du char de Sūrya, le dieu soleil de la mythologie indienne.

## Mythologie
Fils de Kashyapa et de Vinatâ (en), Aruna est le frère de Garuda, homme-oiseau monture du dieu Vishnu,. Une légende est attachée à la naissance des deux frères : Vinata pond deux œufs ; Kashyapa lui promet que, si elle attend que les œufs viennent à maturité et éclosent, ses deux fils deviendraient de grands héros. Vinata, incapable de contrôler son impatience, brise un des œufs avant terme ; de l'œuf cassé sort un éclair de lumière rougeâtre intense comme l'aube c'est Aruna « le rouge », aussi radieux et rouge que le soleil du matin. Vinata attend pour l'autre œuf et il en sort Garuda, aussi brillant que le soleil de midi, qui devient la monture principale du dieu Vishnu.
Personnification de la lueur rougeâtre du soleil levant, Aruna conduit le char du dieu Soleil, à une seule roue, tiré par sept chevaux ou par un cheval à sept têtes, qui symbolisent les jours de la semaine.
Dans le Mahabharata, Surya offre l'aide d'Aruna et de son char divin à son fils Karna, ce que ce dernier refuse, car il ne voulait pas compter sur une aide divine pour gagner la guerre, au contraire d'Arjuna qui était toujours soutenu par Krishna.
Dans le Ramayana, Jatayu et Sampati sont présentés comme les deux fils d'Aruna.
William Jones identifie Aruna avec la déesse grecque de l'aurore, Éos, qui conduit le char du dieu du soleil Hélios.

## Époque moderne
Le dieu Aruna a donné son nom à l'État indien de l'Arunachal Pradesh, la « province des montagnes de l'Aurore ».
Le temple bouddhiste Wat Arun (en thaï วัดอรุณ, « temple de l'aube ») de Bangkok, en Thaïlande, construit au XVIIIe siècle et achevé en 1851, doit son nom au dieu Aruna, la première lumière du matin se reflétant sur la façade du temple.
L'astéroïde (2313) Aruna porte son nom.